# لجنة المتابعة والتنسيق
لجنة المتابعة والتنسيق هي لجنة أقرها مؤتمر المعارضة العراقية في ديسمبر 2002 في لندن (إنجلترا)

## الأعضاء
تتكون لجنة المتابعة والتنسيق من 65 شخصية أضيف إليها في وقت لاحق عشرة آخرين:
| الاسم                  | الحزب                                                                         |
| ---------------------- | ----------------------------------------------------------------------------- |
| إبراهيم حمودي          | المجلس الأعلى للثورة الإسلامية في العراق                                      |
| أحمد الجلبي            | المؤتمر الوطني العراقي                                                        |
| أحمد علي محسن          | المجلس الأعلى للثورة الإسلامية في العراق                                      |
| أكرم الحكيم            | المجلس الأعلى للثورة الإسلامية في العراق                                      |
| ألبرت يلدا             | الحزب الوطني الآشوري                                                          |
| إياد السامرائي         | الحزب الإسلامي العراقي                                                        |
| إياد علاوي             | حركة الوفاق الوطني العراقي                                                    |
| أيهم السامرائي         | حركة الديمقراطية العراقية                                                     |
| بيان الأعرجي           | المجلس الأعلى للثورة الإسلامية في العراق                                      |
| بيان جبر صولاغ         | المجلس الأعلى للثورة الإسلامية في العراق                                      |
| توفيق الياسري          | الإئتلاف العراقي الموحد                                                       |
| جلال طالباني           | الاتحاد الوطني الكردستاني                                                     |
| جنيد منكو              | مستقل                                                                         |
| جواد العطار            | المنظمة الإسلامية في العراق (جزء من المجلس الأعلى للثورة الإسلامية في العراق) |
| جوهر نامق              | الحزب الديمقراطي الكردستاني                                                   |
| حاتم مخلص              | الحركة الوطنية العراقية                                                       |
| حاتم شعلان أبو الجون   | زعيم قبلي                                                                     |
| حاجم الحسني            | الحزب الإسلامي العراقي                                                        |
| حامد البياتي           | المجلس الأعلى للثورة الإسلامية في العراق                                      |
| حسين الجبوري           | مستقل                                                                         |
| حسين الشعلان           | الحركة الديموقراطية العراقية                                                  |
| حسين الشامي            | المجلس الأعلى للثورة الإسلامية في العراق                                      |
| رضا جواد تقي           | المجلس الأعلى للثورة الإسلامية في العراق                                      |
| سعاد الكريماوي         | المجلس الأعلى للثورة الإسلامية في العراق                                      |
| سعد البزاز             | مستقل                                                                         |
| سعد جواد               | جند الإمام                                                                    |
| سعد صالح جبر           | العراق الحرة                                                                  |
| سعدون الدليمي          | مستقل                                                                         |
| سنان الشبيبي           | مستقل                                                                         |
| صادق الموسوي           | الحركة الملكية الدستورية العراقية                                             |
| صفية السهيل            | الشركة الوطنية من أجل تحرير العراق من الدكتاتورية                             |
| صلاح الدين بهاء الدين  | الاتحاد الإسلامي الكردستاني                                                   |
| صلاح الشيخلي           | حركة الوفاق الوطني العراقي                                                    |
| صنعان أحمد آغا         | الجبهة التركمانية العراقية                                                    |
| طارق الأعظمي           | مستقل                                                                         |
| عادل عبد المهدي        | المجلس الأعلى للثورة الإسلامية في العراق                                      |
| عباس البياتي           | الاتحاد الإسلامي لتركمان العراق                                               |
| عبد العزيز الحكيم      | المجلس الأعلى للثورة الإسلامية في العراق                                      |
| عبد الستار الجميلي     | مستقل                                                                         |
| عبد المجيد الخوئي      | مؤسسة الخوئي                                                                  |
| عز الدين سليم          | المجلس الأعلى للثورة الإسلامية في العراق                                      |
| علي بن الحسين          | الحركة الملكية الدستورية العراقية                                             |
| غسان العطية            | الحركة الديموقراطية العراقية                                                  |
| فاروق رضاعة            | اتحاد الديموقراطية العراقي                                                    |
| فؤاد معصوم             | الاتحاد الوطني الكردستاني                                                     |
| قادر عزيز              | حزب كردستان                                                                   |
| كريم أحمد              | الحزب الشيوعي الكردستاني – العراق                                             |
| كنعان مكية             | مستقل                                                                         |
| كوسرت رسول علي         | الاتحاد الوطني الكردستاني                                                     |
| كوران طالباني          | مستقل                                                                         |
| محمد بحر العلوم        | حزب الدعوة الإسلامية                                                          |
| محمد تقي المولى        | المجلس الأعلى للثورة الإسلامية في العراق                                      |
| محمد الحيدري           | المجلس الأعلى للثورة الإسلامية في العراق                                      |
| محمد عبد الجبار الشبوط | حركة [ما هي؟] الدعوة                                                          |
| محمد الحاج محمود       | الحزب الديموقراطي الاشتراكي الكردستاني                                        |
| مسعود بارزاني          | الحزب الديمقراطي الكردستاني                                                   |
| مشعان الجبوري          | حزب الوطن العراقي                                                             |
| مضر غسان شوكت          | الحركة الوطنية العراقية                                                       |
| موفق الربيعي           | مستقل                                                                         |
| ناجي حلمي              | مستقل                                                                         |
| نجم الدين كريم         | معهد واشنطن الكردي                                                            |
| هوشيار زيباري          | الحزب الديمقراطي الكردستاني                                                   |
| وفيق السامرائي         | المجلس الأعلى للإنقاذ الوطني                                                  |
| وليد محمد صالح         | مستقل                                                                         |
| يونادم يوسف كنا        | الحركة الديمقراطية الآشورية                                                   |